# Osa Menor
La Osa Menor o Ursa Minor es una constelación del hemisferio norte. Su forma se asemeja a la de la Osa Mayor, a la que también se compara con un carro o un cazo: siete estrellas, cuatro forman un rectángulo y las otras tres una línea, que puede verse como el mango de una cuchara o el tiro de un carro. Fue una de las 48 constelaciones enumeradas originalmente por el astrónomo Claudio Ptolomeo en el siglo II, y desde entonces forma una de las 88 constelaciones contemporáneas. 
El elemento más conocido de la Osa Menor es la estrella polar, llamada Polaris, la cual se encuentra situada aproximadamente en la prolongación del eje de la Tierra, de modo que permanece casi fija en el cielo y señala el polo norte geográfico, por lo que ha sido empleada por navegantes como punto de referencia en sus travesías. Dada su ubicación, la Osa Menor solo se puede ver en el hemisferio norte, pero a cambio, en dicho hemisferio se ve todo el año. Junto con la Osa Mayor, es uno de los elementos más característicos del firmamento del hemisferio norte.

## Historia
En los catálogos de estrellas babilonios, la Osa Menor era conocida como «el Carro del Cielo» (MULMAR.GÍD.DA.AN.NA, también asociada a la diosa Damkina). Aparece en el catálogo MUL.APIN, compilado alrededor del año 1000 a. C., entre las «Estrellas de Enlil», es decir, del cielo septentrional.
Como la Osa Menor está formada por siete estrellas, la palabra latín para «norte» (es decir, donde apunta Polaris) es septentrio, de septem (siete) y triones (bueyes), de siete bueyes que conducen un arado, a los que también se parecen las siete estrellas. Este nombre también se ha atribuido a las estrellas principales de la Osa Mayor.
El nombre antiguo de la constelación es Cynosura (griego Κυνοσούρα «cola de perro»). El origen de este nombre no está claro (que la Osa Menor sea una «cola de perro» implicaría que otra constelación cercana es «el perro», pero no se conoce tal constelación).«El origen de esta palabra es incierto, ya que el grupo de estrellas no responde a su nombre a menos que el propio perro se adjunte; sin embargo, algunos, recordando una leyenda variante de Calisto y su perro en lugar de Arcas, han pensado que aquí se encuentra la explicación. Otros han sacado este título del promontorio ático al este de Maratón, porque los marineros, cuando se acercaban a él desde el mar, veían estas estrellas brillando por encima y más allá; pero si hay alguna conexión aquí, la derivación inversa es más probable; mientras que Bournouf afirmó que no está asociado de ninguna manera con la palabra griega para «perro».
George William Cox lo explicó como una variante de Λυκόσουρα, entendido como «cola de lobo» pero por él etimologizado como «rastro, o tren, de luz» (es decir, λύκος «lobo» frente a λύκ- «luz»). Allen señala el nombre irlandés antiguo de la constelación, drag-blod «rastro de fuego», a modo de comparación. Brown (1899) sugirió un origen no griego del nombre (un préstamo de una asiria An-nas-sur-ra «alta elevación»).
Según Diógenes Laercio, citando a  Calímaco, Tales de Mileto «midió las estrellas del Carro por el que navegan las Fenicias». Diógenes identifica estas como la constelación de la Osa Menor, que por su uso reportado por los fenicios para la navegación en el mar también fueron nombrados Phoinikē.
La tradición de denominar «osos» a las constelaciones septentrionales parece ser genuinamente griega, aunque Homero se refiere a un único «oso».La «osa» original es, pues, la Osa Mayor, y la Osa Menor fue admitida como la segunda, u «Osa Fenicia» (Ursa Phoenicia, de ahí Φοινίκη, Phoenice) sólo más tarde, según Estrabón (I.1.6, C3) debido a una sugerencia de  Tales, que la propuso como ayuda para la navegación a los griegos, que habían estado navegando por la Osa Mayor. En la antigüedad clásica, el polo celeste estaba algo más cerca de Beta Ursae Minoris que de Alfa Ursae Minoris, y se consideraba que toda la constelación indicaba la dirección norte. Desde el período medieval, se ha vuelto conveniente utilizar Alpha Ursae Minoris (o «Polaris») como la Estrella del Norte. A pesar de que, en el período medieval, Polaris todavía estaba a varios grados de distancia del polo celeste. Ahora, Polaris se encuentra a 1° del polo norte celeste y sigue siendo la actual estrella polar. Su nuevo nombre latino de stella polaris no se acuñó hasta principios de la Edad Moderna.

## Mitología
El catasterismo de la Osa Menor tiene, en la mitología griega, variantes, y en la mayoría de casos se trata de versiones de los mitos asociados a la Osa Mayor. Eratóstenes dice que esta osa es la que llaman «menor». La mayoría le dio el nombre de Fenice («fenicia») y fue muy apreciada por Artemisa. La convirtió en fiera sin saber que Zeus la había seducido. Se dice que más tarde, tras haberla perdonado, la rodeó de gloria al colocar una segunda imagen de ella entre las estrellas, de forma que tuviera un doble honor. Aglaóstenes, en las Náxicas, declara que fue una nodriza de Zeus, Cinosura, y que era una de las ninfas del monte Ida: por ella recibieron el nombre de Cinosura tanto el puerto como la zona limítrofe en la ciudad llamada Histos (éste era el nombre) que fundó el grupo de Nicóstrato. La ninfa llegó allí junto con los telquines, que —dice— eran servidores de Rea, al igual que los curetes y los dáctilos del Ida. Arato la llama Hélice, oriunda de Creta; y dice que fue nodriza de Zeus y que por ello se la consideró digna de contar con un puesto de honor entre los astros.
Pero muchos han dicho que la Osa Mayor es como un carro, y los griegos la llaman amaza. Aquellos que, al principio, observaron las estrellas y supusieron el número de estrellas en las diversas constelaciones, no llamaron a este grupo «osa» sino «carro o carreta», porque dos de las siete estrellas que parecían de igual tamaño y más cercanas juntas se consideraban bueyes, y las otras cinco eran como la figura de una carreta. Y así la constelación más próxima a esta la llamaron Boyero. Arato, en efecto, dice que ni Boyero ni el Carro tienen estos nombres por la razón anterior, sino porque la Osa parece, a manera de carreta, girar alrededor del polo norte, y el Boyero parece ser su conductor. Dice Parmenisco que veinticinco de las estrellas fueron agrupadas por ciertos astrónomos para completar la forma de la Osa, no siete. Y así, la que seguía a la carreta y antes se llamaba Boyero, ahora es conocida como Arctophylax («vigilante de la osa»), y en la misma época en que vivía Homero se la conocía como Osa. Sobre los Septentriones Homero dice que se llamaba tanto Osa como Carro. Una leyenda cretense dice que, para escapar de Cronos, Zeus se transformó en serpiente (Dragón) y a sus nodrizas en dos osas.

## Características destacables

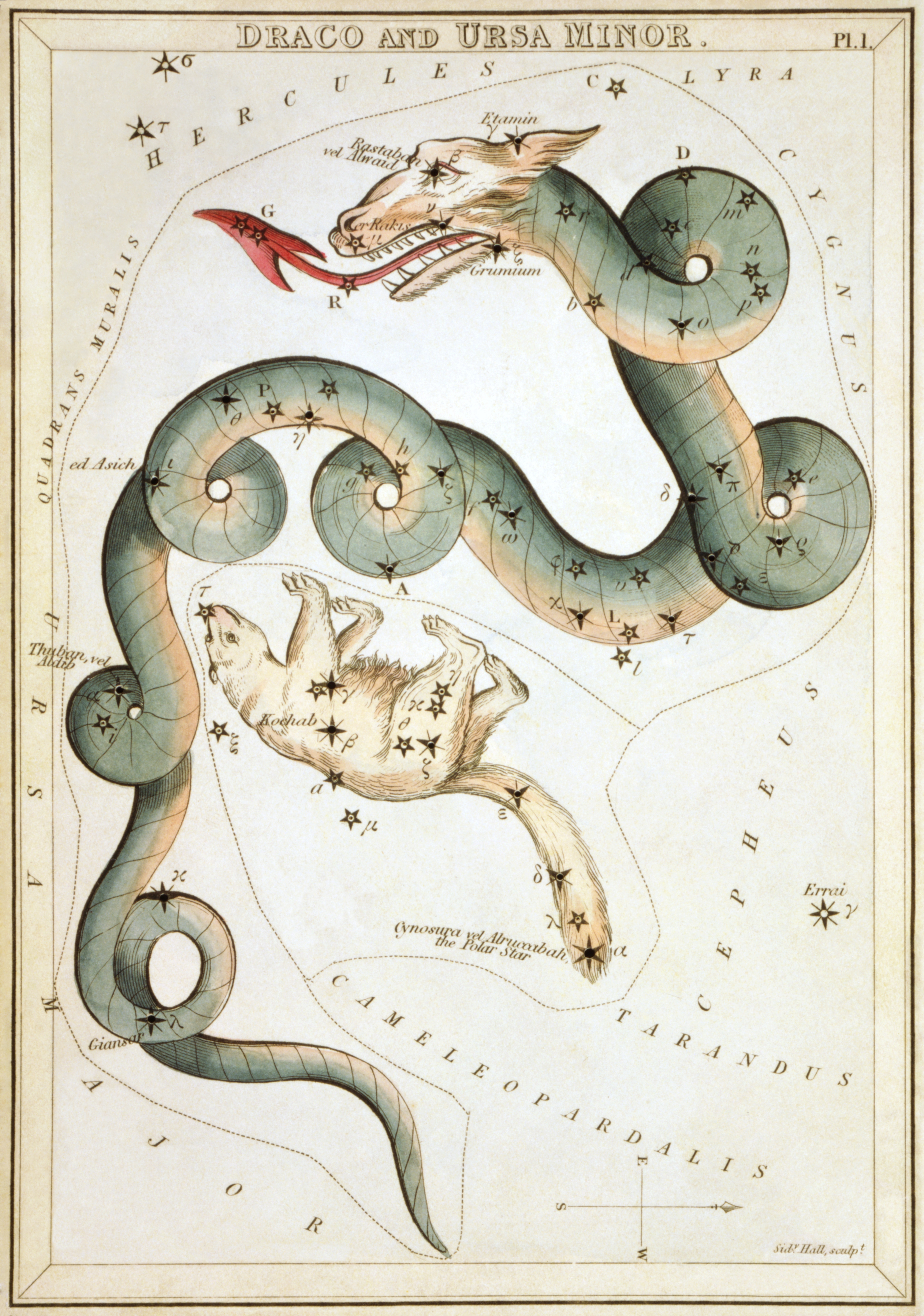
La Osa Menor, con el bucle del Dragón alrededor. Imagen de la obra Urania's Mirror, un juego de cartas de constelaciones publicado en Londres hacia 1825

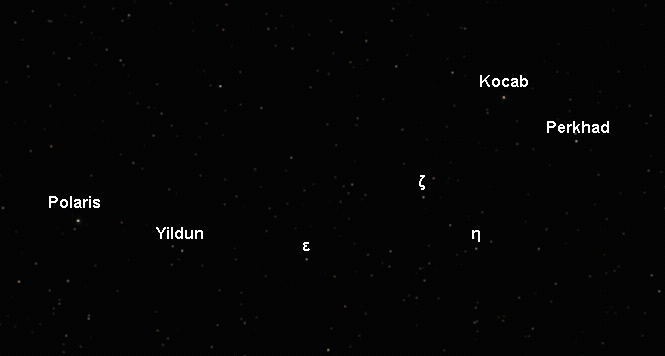
Imagen de la Osa Menor capturada en Celestia

Polaris (α Ursae Minoris) es la estrella más brillante de la constelación. Distante unos 432 años luz de la Tierra, es una supergigante blanco-amarilla que varía entre tipo espectral F7Ib y F8Ib, siendo la variable cefeida más prominente del firmamento. Es un sistema estelar triple: la supergigante está acompañada por dos estrellas de la secuencia principal de tipo F7V y F3V separadas 17 y 2400 ua de ella.
Kochab (β Ursae Minoris), el segundo astro más brillante, es una gigante naranja de tipo K4III; la orbita un exoplaneta gigante a 1.4 ua. Le sigue en brillo γ Ursae Minoris, llamada Pherkad, una gigante blanca de tipo espectral A2III 11 000 veces más luminosa que el Sol. Es una variable Delta Scuti con un período de 3.43 horas. ζ Ursae Minoris es una estrella blanca de la secuencia principal evolucionando a la fase de gigante, pues su luminosidad —227 veces superior a la solar— es anormalmente alta. Igualmente, δ Ursae Minoris, conocida como Yildun, es también una estrella blanca de la secuencia principal, de tipo A1Van, cuya masa es 2.35 veces mayor que la del Sol.
11 Ursae Minoris es una gigante de tipo K4III con un planeta que tarda 516 días en completar una órbita en torno a ella. Otra estrella en donde se ha descubierto un exoplaneta es Baekdu, nombre oficial de 8 Ursae Minoris.
T Ursae Minoris es una gigante roja que oscila entre tipo espectral M4e y M6e, actualmente catalogada como variable semirregular de largo período, cuyo brillo fluctúa entre magnitud 7.8 y 15; es notable que habiendo sido observada desde 1905, hasta 1979 se comportó como una variable Mira, pero posteriormente su período disminuyó a 229 días decreciendo a razón de 3.8 días por ciclo. Otra variable de la constelación es RR Ursae Minoris, gigante roja y variable semirregular cuyo brillo máximo alcanza +4.53. Es, además, una binaria espectroscópica cuyo periodo orbital es de 748.9 días.
En esta constelación se localiza 1RXS J141256.0+792204, informalmente conocida como Calvera, una estrella de neutrones solitaria que no forma parte de un sistema estelar. A una incierta distancia entre 250 y 1000 años luz, es uno de los objetos de su clase más próximos a la Tierra. Con una edad —como remanente estelar— de 285 000 años, su temperatura es superior a 750 000 K.
La Osa Menor contiene pocos objetos de cielo profundo relevantes.  Entre ellos está NGC 6217, galaxia espiral barrada distante 67 millones de años luz. Mucho más próxima, a unos 225 000 años luz de distancia de la Tierra, la Enana de la Osa Menor es una galaxia esferoidal enana descubierta por Albert George Wilson en 1955.

## Estrellas principales
- α Ursae Minoris (Polaris, Estrella Polar o Estrella del Norte), la estrella más brillante de la constelación, una supergigante amarilla y variable cefeida de magnitud 1.97.
- β Ursae Minoris (Kochab), de magnitud 2.07, una estrella gigante naranja que antiguamente fue utilizada como estrella polar.
- γ Ursae Minoris (Pherkad), de magnitud 3.00, estrella blanca y variable del tipo Delta Scuti.
- δ Ursae Minoris (Yildun o Pherkard), estrella blanca de la secuencia principal de magnitud 4.35.
- ε Ursae Minoris, binaria eclipsante y variable RS Canum Venaticorum de magnitud 4.21.
- ζ Ursae Minoris (Alifa al Farkadain), estrella blanca de magnitud 4.32.
- η Ursae Minoris (Anwar al Farkadain), enana blanco-amarilla de magnitud 4.95.
- λ Ursae Minoris, gigante roja de magnitud 6.38.
- 5 Ursae Minoris, gigante naranja de magnitud 4.25, quinta estrella más brillante en la constelación.
- 11 Ursae Minoris, gigante naranja con un planeta extrasolar.
- 24 Ursae Minoris, estrella Am de magnitud 5.77.
- RR Ursae Minoris, gigante roja y variable semirregular; su brillo varía entre magnitud 4.53 y 4.73.
- Calvera, nombre informal de la que se piensa que puede ser la estrella de neutrones más cercana a la Tierra.

## Objetos de cielo profundo

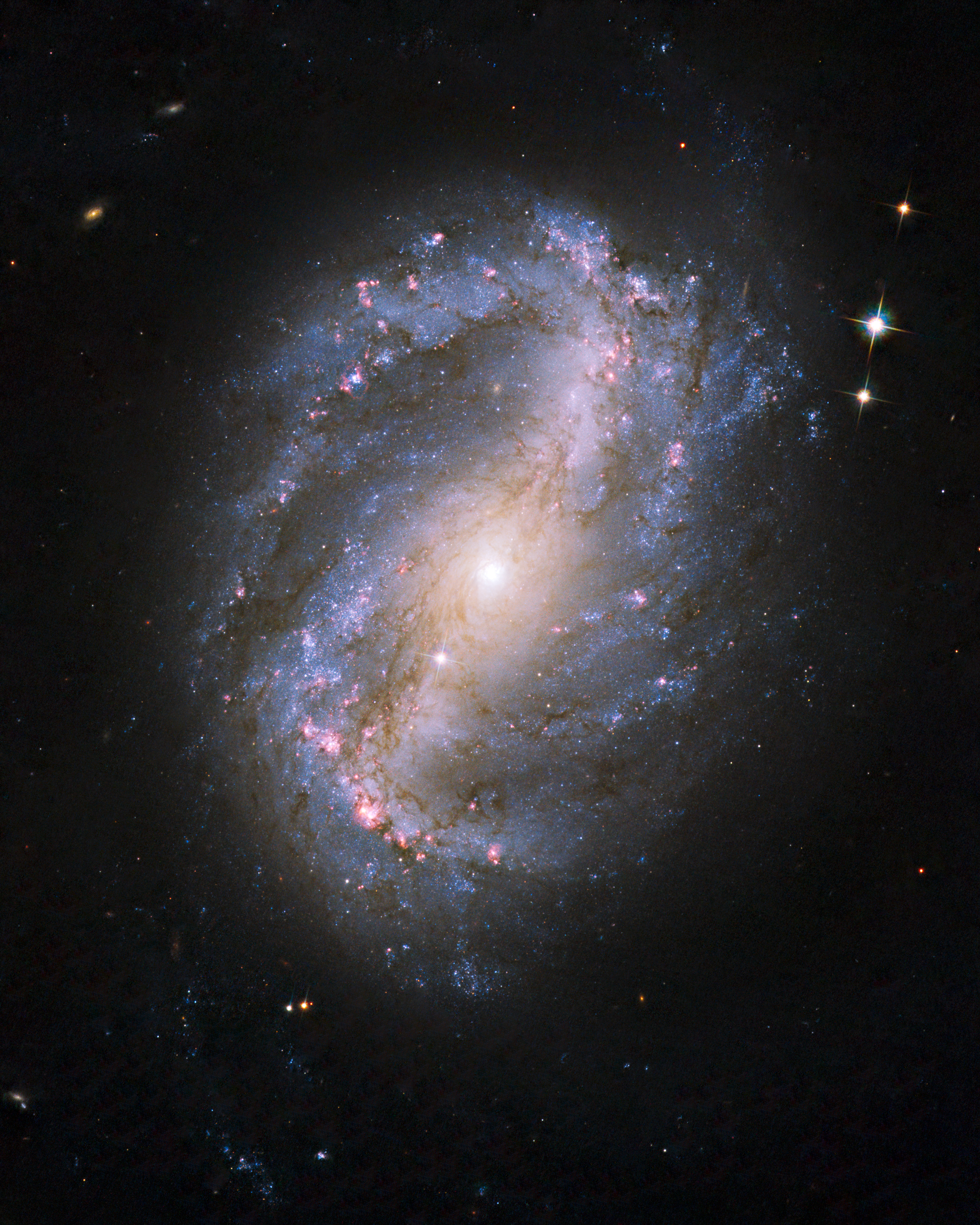
Imagen de NGC 6217 obtenida con el telescopio Hubble.

- NGC 6217, galaxia espiral de brillo superficial 14 y tamaño aparente 3.6' x 3.6'.
- NGC 5832, galaxia espiral barrada más pequeña que la anterior.
- Galaxia Enana de la Osa Menor, perteneciente al Grupo Local y localizada 4.5° al sur de Pherkad (γ Ursae Minoris).